# Октябрське (Синжерейський район)
Октябрське (рум. Octeabriscoe) — село у Синжерейському районі Молдови. Входить до складу комуни, адміністративним центром якої є село Цамбула.

## Населення
За даними перепису населення 2004 року у селі проживали 788 осіб.
Національний склад населення села:
| Національність       | Кількість осіб | Відсоток |
| -------------------- | -------------- | -------- |
| українці             | 409            | 51,9%    |
| молдавани            | 251            | 31,9%    |
| росіяни              | 118            | 15,0%    |
| гагаузи              | 9              | 1,1%     |
| інша / без відповіді | 1              | 0,1%     |
| Всього               | 788            | 100%     |